# Corumbá
Corumbá es un municipio de Brasil fronterizo con Puerto Quijarro en Bolivia perteneciente al estado de Mato Grosso del Sur de la región Centro-Oeste del país. Está localizado en la margen derecha del río Paraguay, ubicada muy cerca de la frontera entre Brasil y Bolivia, Corumbá es considerada como el primer polo de desarrollo de la región, y por contener el 50 % del territorio del Pantanal recibió el sobrenombre de Capital del Pantanal,
además de ser la principal y más importante zona urbana de la región. También conocida como ciudad blanca por el color claro de su tierra, pues está asentada sobre una formación de cal que da el color claro a las tierras locales.
Es la tercera ciudad más importante del estado en términos económicos, culturales e poblacionales, después de Campo Grande, la capital del estado, y Dourados. Constituye el más importante puerto del estado de Mato Grosso del Sur y uno de los más importantes puertos fluviales del Brasil y del mundo.
Perteneció a Bolivia hasta finales del siglo XIX; pero mediante un tratado la mayor parte de su territorio actual fue cedido por el Presidente de Bolivia Mariano Melgarejo.
Existe una (casi) conexión urbana de Corumbá con 3 ciudades: Ladário, Puerto Suárez y Puerto Quijarro. Con eso existe una red urbana de cerca de 200 mil personas, siendo atendida por dos aeropuertos: Corumbá y Puerto Suárez, también está conectada por una línea férrea que la une tanto a Santa Cruz de la Sierra Bolivia, como Campo Grande y mediante la hidrovía Canal Tamengo para la Cuenca del Río Paraguay que desemboca en el Océano Atlántico se desarrollan muchas actividades de importación y exportación. Principal exportador de Mato Grasso del Sur, el municipio de Corumbá adquirió la condición de ciudad más dinámica del Estado y 86.ª dentro de las 300 más dinámicas de todo el país, según el "Atlas del Mercado Brasileño 2008", divulgado en junio por la Gazeta Mercantil.

## Toponimia
Existen dos significados para su nombre: uno es curupah (curu= rugoso y una de las maneras en las que los guaraníes llamaban al turbinto y pah=abundancia), es decir turbintos en abundancia. Su otro significado sería "lugar distante"

## Historia
Atraído por la existencia de piedras y metales preciosos que eran usados como adornos por los indígenas que entonces poblaban la zona, entre ellos oro y plata, el explorador español, o portugués nacionalizado español, Alejo García, en 1524 fue el primer europeo en visitar el territorio de Corumbá al cual habría accedido al descender por el entonces río Mbotetey —actual río Miranda— hasta llegar al río Paraguay.
En enero de 1537, el español Juan de Ayolas ascendiendo el río Paraguay, fundó el fuerte y puerto español de «La Candelaria», entre las latitudes 19°S y 21°S —la ubicación de esta fundación está aún poco precisada, la mayoría de los investigadores consideran que se ubicaba en las cercanías de la actual Bahía Negra— por lo cual dejó el 2 de febrero del citado año al capitán Domingo Martínez de Irala como teniente de gobernador de La Candelaria, donde quedó también como capitán de la gente y barcos que quedaban en ese puerto, mientras Ayolas se dirigía tierra adentro para seguir explorando. Dicho cargo lo ostentó hasta agosto del corriente, ya que el establecimiento sería abandonado. Si fuera esta primera latitud, coincidiría prácticamente con el actual emplazamiento de Corumbá.
El capitán Irala, el 6 de enero de 1543, remontó el curso del río Paraguay hasta la «Laguna Jarayes» —actual Gran Pantanal— y fundó el «Puerto de los Reyes» a orillas de la laguna La Gaiba, luego desde aquí hizo diversas exploraciones hasta el Alto Perú, donde ya otros españoles habían conquistado aquellas tierras.
El 26 de noviembre del mismo año arribaba el adelantado Álvar Núñez Cabeza de Vaca a la nueva población y procedería a hacer una exploración por la Chaco Boreal para regresar al puerto el 16 de diciembre del corriente. Al año siguiente, el 23 de marzo de 1544, el adelantado consultó a sus capitanes sobre el hecho de abandonar la nueva población o continuar habitándola, por lo cual decidirían por lo primero y partieron todos del infructuoso puerto.
En el año 1774 fue fundado por los españoles un poblado en las bocas del entonces «Río Ipané», llamado al mismo tiempo por los españoles «Río Corrientes» —no se debe confundir este Ipané con el actual río paraguayo de Ypané que corre mucho más al sur, y en cuanto al nombre de Corrientes, este también le fue aplicado al actual río Miranda o bien «Río Mbotetey»— y como consecuencia, el 13 de septiembre de 1775 fue fundado oficialmente por los portugueses el fuerte de Coímbra.
El 21 de septiembre de 1778 los portugueses ocuparon el territorio donde se localiza Corumbá, más exactamente en donde está el actual municipio de Ladário (esto es, en territorios entonces adjudicados al hispano Virreinato del Río de la Plata), y esta población portuguesa fue llamada inicialmente Vila de Nossa Senhora da Conceição de Albuquerque —en castellano: Villa de Nuestra Señora de la Concepción de Albuquerque— y fue un baluarte de las avanzadas luso-brasileñas en el Mato Grosso y la región del Chaco.

## Clima
El clima de Corumbá puede ser clasificado como clima tropical de sabana (Aw), de acuerdo con la clasificación climática de Köppen. El 20 de septiembre de 2021, fue registrada la temperatura máxima histórica de 43,9 grados Celsius (111 °F).
| Mes                         | Ene   | Feb   | Mar   | Abr   | May  | Jun  | Jul  | Ago  | Sep  | Oct  | Nov   | Dic   | Año    |
| --------------------------- | ----- | ----- | ----- | ----- | ---- | ---- | ---- | ---- | ---- | ---- | ----- | ----- | ------ |
| Temperatura Media °C        | 27    | 26.5  | 26.7  | 26    | 23.1 | 21.1 | 21.8 | 22.7 | 24.2 | 26.6 | 27    | 27.2  | 25     |
| T. Mínima Absoluta °C       | 14.6  | 15.3  | 12.4  | 13    | 6.2  | 6    | 1.4  | 4.6  | 9.2  | 11.6 | 14    | 16.2  | 1.4    |
| T. Mínima Media°C           | 23.2  | 23.2  | 23.5  | 21.6  | 20.6 | 17.2 | 18.7 | 18.1 | 19.7 | 21.9 | 22.7  | 23.1  | 21.1   |
| T. Máxima Media °C          | 32.7  | 32.4  | 31.9  | 30.6  | 28.1 | 26.2 | 26.9 | 28.4 | 31   | 32.1 | 33.1  | 32.9  | 30.5   |
| T. Máxima Absoluta °C       | 37.5  | 38.3  | 37.1  | 36.2  | 34.3 | 33.2 | 34.4 | 36.8 | 43.9 | 42.4 | 39.9  | 39.6  | 43.9   |
| Prec. Média mm              | 207.1 | 122.7 | 137.7 | 78    | 53.4 | 30.5 | 29.2 | 32.4 | 47   | 82   | 144   | 154.2 | 1118.2 |
| Prec. Máxima 24h mm         | 1449  | 76.3  | 88.7  | 119.8 | 76.7 | 46.6 | 60.7 | 75.9 | 54.8 | 57.6 | 101.6 | 68.6  | 144.9  |
| Humedad relativa del aire % | 78.3  | 80.8  | 81.6  | 78.5  | 80.9 | 79.2 | 72.4 | 72.6 | 72.5 | 71.8 | 75.7  | 77    | 76.8   |

## Economía

### Evolución histórica
| Tamaño de la Economía del municipio de Corumbá y Riqueza promedio por cada habitante (PIB per Cápita) | Tamaño de la Economía del municipio de Corumbá y Riqueza promedio por cada habitante (PIB per Cápita) | Tamaño de la Economía del municipio de Corumbá y Riqueza promedio por cada habitante (PIB per Cápita) |
| Año                                                                                                   | PIB (en Dólares)                                                                                      | PIB per Cápita del municipio (en Dólares)                                                             |
| --- | --- | --- |
| 1999                                                                                                  | USD 222 millones                                                                                      | USD 2341 dólares                                                                                      |
| 2000                                                                                                  | USD 307 millones                                                                                      | USD 3213 dólares                                                                                      |
| 2001                                                                                                  | USD 303 millones                                                                                      | USD 3150 dólares                                                                                      |
| 2002                                                                                                  | USD 186 millones                                                                                      | USD 1920 dólares                                                                                      |
| 2003                                                                                                  | USD 232 millones                                                                                      | USD 2371 dólares                                                                                      |
| 2004                                                                                                  | USD 259 millones                                                                                      | USD 2625 dólares                                                                                      |
| 2005                                                                                                  | USD 338 millones                                                                                      | USD 3390 dólares                                                                                      |
| 2006                                                                                                  | USD 487 millones                                                                                      | USD 4850 dólares                                                                                      |
| 2007                                                                                                  | USD 604 millones                                                                                      | USD 5967 dólares                                                                                      |
| 2008                                                                                                  | USD 885 millones                                                                                      | USD 8677 dólares                                                                                      |
| 2009                                                                                                  | USD 762 millones                                                                                      | USD 7411 dólares                                                                                      |
| 2010                                                                                                  | USD 1059 millones                                                                                     | USD 10 209 dólares                                                                                    |
| 2011                                                                                                  | USD 1265 millones                                                                                     | USD 12 134 dólares                                                                                    |
| 2012                                                                                                  | USD 1252 millones                                                                                     | USD 11 934 dólares                                                                                    |
| 2013                                                                                                  | USD 1 235 millones                                                                                    | USD 11 511 dólares                                                                                    |
| 2014                                                                                                  | USD 1317 millones                                                                                     | USD 12 202 dólares                                                                                    |
| 2015                                                                                                  | USD 823 millones                                                                                      | USD 7576 dólares                                                                                      |
| 2016                                                                                                  | USD 753 millones                                                                                      | USD 6895 dólares                                                                                      |
| 2017                                                                                                  | | |
| 2018                                                                                                  | | |
| Nota: Las cifras están expresadas en dolares estadounidenses.                                         | | |

## Patrimonio
- Casa Vasques & Filhos: construida en 1909 por el arquicteto italiano Martino Santa Lucci y restaurado por el Programa Monumenta en 2006. Acoge el Memorial do Homem Pantaneiro.
- Casario do Porto Geral: En el pasado, cuando era el 3.er mayor puerto de Sudamérica, albergaba grandes empresas, entre ellas, 25 bancos internacionales, curtidurías y la primera fábrica de hielo de Brasil. Fue derribado en 1992 y reformado en 2005.
- Edificación Comercial Wanderley, Baís & Cia: foi construido em 1876 e reformado em 2005 pelo projeto Monumenta.
- Estación Ferroviaria da Novoeste (antigua Noroeste do Brasil-N.O.B.)
- Fuerte Coimbra: fue construido en 1775 para contener invasiones extranjeras.
- Fuerte Fortaleza
- Fuerte Junqueira: construido en 1871, justo después de la guerra de Paraguay. Su nombre es un homenaje al ministro de Guerra de aquel entonces, José Oliveira Junqueira, que murió en 1887. Cuenta con 12 cañones, de 75mm cada un, importados de Alemania que nunca fueron usados. Posee paredes de cal de medio metro de espesor. Actualmente es el cuartel del 17.º Batallón de Frontera.
- Mirador São Felipe: Desde él puede verse toda la ciudad y Ladário. Alberga el Cristo Rei do Pantanal.
- Edificio Luis de Albuquerque: construido entre 1918 y 1922 por el ingeniero Miguel Carmo de Oliveira y el constructor José Antônio Marinho. Siempre estuvo destinado a la educación, pero a partir de 1980 pasó a formar parte de la administración del estado de Mato Grosso do Sul. En 1984 pasó a llamarse Casa de Cultura Luís de Albuquerque.
- Iglesia do Santuário de Maria Auxiliadora: fue construida en 1940 y posee un Cristo que fue hecho por el español Antonio Burgos Villa